# Takayuki Suzuki
Takayuki Suzuki (鈴木 隆行, Suzuki Takayuki, Hitachi, 5 juni 1976) is een Japans voormalig voetballer die als aanvaller speelde.

## Loopbaan

### Club
Suzuki heeft het merendeel van zijn carrière bij de Kashima Antlers gespeeld, zes stints voor het team in de loop van tien jaar, hij heeft kort gespeeld in Brazilië en België. Suzuki speelde 87 wedstrijden in de J1 League voor Kashima, scoorde 17 doelpunten, en hielp het team de J1 League te winnen in 1996, 1998, 2000 en 2001.
Op 28 januari 2006, ondertekende Suzuki een contract bij Rode Ster Belgrado tijdens de winterstop van het seizoen 2005/06. Takayuki Suzuki had geen enkel doelpunt gescoord in 1790 minuten/46 opeenvolgende wedstrijden, totdat hij op 11 / 4 / 06 in een wedstrijd voor de Servische Cup tegen Radnički Nis, die tot een gemakkelijke 5-0-overwinning leidde, een paar doelpunten scoorde. Suzuki's tijd in Servië was echter een teleurstelling en zijn terugkeer naar de J1 League (bij de Yokohama F. Marinos) werd aangekondigd op 19 januari 2007.
Op 28 maart 2008 ondertekende hij een eenjarig contract bij de Portland Timbers uit de USL First Division. In 2010 keerde hij terug naar Japan en speelde daar nog tot 2015 toen hij zijn carrière beëindigde.

### Internationaal
Suzuki maakte zijn internationale debuut voor Japan in 2001, en scoorde zijn eerste internationale doelpunt op 2 juni 2001, in de 2001 FIFA Confederations Cup wedstrijd tegen Kameroen.
Hij speelde alle vier van het Japanse wedstrijden op de World Cup in 2002 en hij scoorde in het 2-2 gelijkspel tegen België.
Hij was ook onderdeel van het Japanse team dat de 2004 AFC Asian Cup won.

## Statistieken

### Club
| seizoen | club                  | land             | competitie          | wed. | goals |
| ------- | --------------------- | ---------------- | ------------------- | ---- | ----- |
| 1995    | Kashima Antlers       | Japan            | J1 League           | 0    | 0     |
| 1996    | Kashima Antlers       | Japan            | J1 League           | 1    | 0     |
| 1997    | Kashima Antlers       | Japan            | J1 League           | 0    | 0     |
| 1997    | → CFZ                 | Brazilië         | Campeonato Carioca  | 21   | 7     |
| 1998    | Kashima Antlers       | Japan            | J1 League           | 3    | 1     |
| 1998    | → JEF United Ichihara | Japan            | J1 League           | 7    | 0     |
| 1999    | → CFZ                 | Brazilië         | Campeonato Carioca  | 5    | 0     |
| 1999    | Kashima Antlers       | Japan            | J1 League           | 1    | 0     |
| 2000    | → Kawasaki Frontale   | Japan            | J1 League           | 11   | 0     |
| 2000    | Kashima Antlers       | Japan            | J1 League           | 5    | 2     |
| 2001    | Kashima Antlers       | Japan            | J1 League           | 26   | 6     |
| 2002    | Kashima Antlers       | Japan            | J1 League           | 8    | 0     |
| 2002/03 | → KRC Genk            | België           | Jupiler Pro League  | 19   | 0     |
| 2003    | Kashima Antlers       | Japan            | J1 League           | 4    | 0     |
| 2003/04 | → Heusden-Zolder      | België           | Jupiler Pro League  | 30   | 5     |
| 2004    | Kashima Antlers       | Japan            | J1 League           | 14   | 5     |
| 2005    | Kashima Antlers       | Japan            | J1 League           | 25   | 3     |
| 2005/06 | Rode Ster Belgrado    | Servië           | Superliga           | 5    | 0     |
| 2006/07 | Rode Ster Belgrado    | Servië           | Superliga           | 0    | 0     |
| 2007    | Yokohama F. Marinos   | Japan            | J1 League           | 3    | 0     |
| 2008    | Portland Timbers      | Verenigde Staten | Major League Soccer | 26   | 1     |
| 2009    | Portland Timbers      | Verenigde Staten | Major League Soccer | 27   | 2     |
| 2010    | Portland Timbers      | Verenigde Staten | D2 Pro League       | 24   | 1     |
|         |                       |                  | Totaal              | 265  | 33    |

Laatst bijgewerkt op: 06/02/2011.

### Interlands
| Japans voetbalelftal | Japans voetbalelftal | Japans voetbalelftal |
| Jaar                 | Wed.                 | Dlp.                 |
| -------------------- | -------------------- | -------------------- |
| 2001                 | 10                   | 3                    |
| 2002                 | 13                   | 1                    |
| 2003                 | 4                    | 0                    |
| 2004                 | 18                   | 6                    |
| 2005                 | 10                   | 1                    |
| Totaal               | 55                   | 11                   |